# Питерс, Джастин
Джастин Питерс (англ. Justin Peters; род. 30 августа 1986, Blyth, Онтарио) — канадский хоккеист, вратарь.

## Карьера игрока

### Ранние годы
После выступлений в Юниорской хоккейной лиге провинции Онтарио (OPJHL) за «Вон Вайперс», Питерс четыре сезона играл в Хоккейной лиге Онтарио (OHL) за «Торонто Сент-Майклз Мэйджорс» и «Плимут Уэйлерс».

### Клубная карьера
Питерс был выбран «Каролина Харрикейнз» на драфте НХЛ 2004 года во втором раунде под 38 номером. Профессиональную карьеру начал в Американской хоккейной лиге (АХЛ) в сезоне 2006—2007, играя за партнерский клуб «Харрикейнз» — «Олбани Ривер Ретс». После сезона 2006-07 Питерс был отправлен в Хоккейную лигу Восточного побережья (ECHL), но потом вернулся в «Ривер Ретс» в сезоне 2008-09.
5 февраля 2010 года «Каролина Харрикейнз» вызвала Джастина Питерса из «Олбани Ривер Ретс» после того, как Кэм Уорд получил травму. 6 февраля 2010 года Питерс дебютировал в НХЛ в составе «Каролины Харрикейнз», играя против «Нью-Йорк Айлендерс». Джастин провел 34 сейва и сохранил победу своей команды — 3:1.
1 июля 2014 года Питерс покинул «Харрикейнз» в качестве свободного агента и подписал контракт с «Вашингтон Кэпиталз» на два года. Сумма сделки составила $1,9 миллионов.
В сезоне 2014-15 канадский голкипер провел за «Кэпиталз» 12 матчей, пропустив 35 шайб.

### Международная карьера
4 мая 2014 года Питерс был добавлен в список сборной Канады в качестве третьего вратаря на чемпионат мира 2014 года. 11 января 2018 года был включён в состав сборной Канады на зимние Олимпийские игры в Пхёнчхане.

## Семья
Братья Джастина тоже хоккеисты:
— Александр Питерс — защитник, выбран «Даллас Старз» на драфте НХЛ 2014 года; ранее играл в Хоккейной лиге Онтарио (OHL) за «Плимут Уэйлерс».
— Энтони Питерс — вратарь, играет за «Сент-Мэри Хаскиз» (Канадский университет).